# Юг России
Юг Росси́и (рус. дореф. Югъ Россіи; также бе́лый Юг, бе́лый Юг Росси́и, в советской историографии иногда называлось «Дени́кия», «Доброво́лия») — историческое военное квазигосударство, существовавшее с 8 января 1919 года по 22 ноября 1920 года, подконтрольное Вооружённым силам Юга России (ВСЮР). С 21 июня 1919 года входило в состав Российского государства.
Власть на Юге России де-факто находилась в руках военных и опиралась на вооружённую силу в виде ВСЮР. Функции главы государства выполнял Главнокомандующий ВСЮР. На Юге России, кроме всего прочего, выпускалась своя валюта (рубль ВСЮР), функционировал собственный законодательный (Особое совещание при Главкоме ВСЮР) и исполнительный (Командование военных областей) органы, работали государственные и культурные учреждения. Фактически территория, подконтрольная белой власти, не была стабильной и всё время изменялась в результате успехов или неудач боевых действий: в разное время в состав Юга России как временного территориального образования входили земли Дона, Кубани, Крыма, Поднепровская, Слободская и Южная Украина, Черноземье, Нижнее Поволжье, Северный Кавказ и другие географические и административные единицы бывшей Российской империи.

## Политический статус
Территории, подконтрольные командованию Вооружённых Сил Юга России, никогда не определялись как отдельное государственное образование.
В советской историографии часто фигурировал термин «Деникия», употребляемый по аналогии с популярным термином «Колчакия». Маршал Советского Союза Александр Егоров в своём труде «Разгром Деникина: 1919» неоднократно употребляет слово «Доброволия», при этом не указывая, что именно подразумевается под этим понятием: совокупность территорий, контролируемых именно Добровольческой армией, или территорий, контролируемых силами ВСЮР в целом.
Историк Валерий Шамбаров в книге «Белогвардейщина» предпочитает определение «Белогвардейский Юг» или — в определённом контексте — просто «Юг».
Историк Андрей Буровский и журналист Михаил Веллер  в книге «Гражданская история безумной войны» посвящают Югу России отдельную главу, которая называется «В государстве Деникина». В первых же её строках говорится:

После Советской Республики это было самое большое из государств, на которые распалась Россия в 1918 году.

## Государственное устройство
С началом расширения зоны распространения власти Добровольческой армии назрела потребность в организации управления на подконтрольных территориях. 3 октября 1918 г. в было принято «Положение об управлении областями, занимаемыми Добровольческой армией», написанное профессором права Петербургского университета К. Н. Соколовым. Согласно этому положению вся власть на занятых территориях принадлежала главнокомандующему армии, а для содействия в вопросах управления учреждался совещательный орган — Особое совещание, председателем которого становился главнокомандующий. На занятых территориях восстанавливалось действие всех законов, существовавших до Октябрьской революции. 7 октября 1918, ввиду кончины генерала М. В. Алексеева, функции Верховного руководителя принял на себя генерал А. И. Деникин. Весной 1919 г. он продолжил работу по формированию государственного аппарата белой армии. В марте были утверждены законопроекты: «Временное положение о гражданском управлении в местностях, находящихся под управлением Главнокомандующего вооруженными силами Юга России», «Временное положение об общественном управлении городов», «Временное положение о выборах городских гласных» и «Временное положение о Государственной страже». С выходом войск ВСЮР на широкое оперативное пространство был издан приказ № 69 от 16 июня 1919 г. в котором подчеркивалось, что Особому совещанию, органам управления и суда и всем подлежащим ведомствам «до получения указаний о порядке осуществления государственной власти в областях», находившихся под управлением Деникина, надлежит «продолжать свою работу на основании действующих узаконений, …памятуя лишь о благе Российской державы» и руководствуясь указаниями Главнокомандующего.
В первой половине 1919 года для организации власти на обширных территориях, объединённых в военные области, для каждой такой области была утверждена должность главноначальствующего. Пост главноначальствующего занимал генерал, командовавший армиями в данном регионе. По кругу обязанностей главноначальствующий исполнял дореволюционные должности генерал-губернатора и командующего войсками округа. При главноначальствующем, для правильного решения гражданских, в первую очередь хозяйственных, вопросов находились советы представителей экономических ведомств и помощники по гражданской части.
Должность главноначальствующего вводилась только как чрезвычайная мера на время ведения боевых действий. Предполагалось, по разработанному и принятому «Временному Положению о гражданском управлении в местностях, находящихся под Верховным управлением Главнокомандующего ВСЮР», что как только какая-либо губерния, вследствие прекращения на её территории гражданской войны, будет «изъята из театра военных действий», то в этой губернии вся полнота власти будет возвращена от главноначальствующего губернатору. На практике ни одна из губерний Белого Юга ни разу не была исключена из «театра военных действий». Для поддержания порядка на местах 25 марта 1919 года по инициативе главнокомандующего А. И. Деникина на основании временного положения была создана Государственная стража ВСЮР, которая представляла собой военизированный орган гражданского управления и выполняла функции политической, криминальной и территориальной полиции, совмещая в себе черты аппарата Министерства внутренних дел, жандармерии и территориальной армии.
30 декабря 1919 года было создано Правительство при главнокомандующем ВСЮР во главе с А. Лукомским, в марте 1920 года было создано Южнорусское правительство во главе с Н. Мельниковым, которое вскоре сменило Правительство Юга России во главе с А. Кривошеиным, просуществовавшее в Севастополе до ноября 1920 года.

### Центр управления
Примечательно, что в отличие от Омска, на Юге так и не возник единый центр управления. Ставка Главкома ВСЮР в период «Похода на Москву» находилась в Таганроге (осенью 1919 г. планировалось перенести Ставку и Совещание в Киев — «Мать городов русских» или Харьков), а Особое совещание и многие другие структуры управления — в Ростове-на-Дону. Органы власти Всевеликого Войска Донского располагались, преимущественно, в Новочеркасске, Кубанского казачества — в Екатеринодаре, Терского — во Владикавказе.

### Административное деление
По мере занятия новых территорий войсками ВСЮР на протяжении 1919 года они объединялись по военно-стратегическим соображениям в обособленные, так называемые военные области. Как правило, каждая военная область включала в себя несколько губерний, существовавших ранее по административному устройству Российской империи. Губернаторы подчинялись главноначальствующим этих областей. Всего было образовано четыре таких области: Область Северного Кавказа (главноначальствующий генерал-лейтенант И. Г. Эрдели), Харьковская область (главноначальствующий генерал-лейтенант В. З. Май-Маевский, в последние дни существования — генерал-лейтенант П. Н. Врангель), Киевская область (главноначальствующий генерал-адъютант А. М. Драгомиров) и Новороссийская область (главноначальствующий генерал-лейтенант Н. Н. Шиллинг).
Внутри военных областей восстанавливалось прежнее деление на губернии, уезды, волости. В городах возобновляли работу городские думы, в селах и деревнях — сельские сходы.

## Разведывательные организации
См. также Азбука (секретная организация)

## Экономика

### Денежная единица
Вопрос о выпуске денежных знаков на Юге России был поднят Деникиным в начале 1919 года в ходе совещания представителей ВСЮР. По итогам совещания было принято решение о воссоздании государственного казначейства, которому и предстояло приступить к выпуску собственных банкнот. Ответственным за финансы стал М. В. Бернацкий, бывший министр финансов Временного правительства.
С 30 августа 1919 года началась осуществляться масштабная эмиссия новых добровольческих денег — так называемых деникинских «колокольчиков». Денежные знаки Юга России печатались в Ростове-на-Дону в здании бывшей конторы Государственного банка. К концу года колокольчики, однако, начали существенно обесцениваться из-за высоких темпов инфляции при лавинообразной эмиссии (150 деникинских рублей обменивались на 1 французский франк). Частично в магазинах, лавках, а также на некоторых предприятиях и в учреждениях началось кустарное изготовление собственных разменных знаков, выполнявших функции денег.
Купюры получили прозвища: «колокольчики», «хамса», «лиловые негры», — такие названия носили на обывательском языке южно-русские деньги в 1000, 500 и 250 рублей.
В разгар своих военных успехов, осенью 1919 года, белогвардейцы сталкивались с серьёзной проблемой: в населённых пунктах, оставленных красными, в обращении находились денежные знаки правительства РСФСР (совзнаки), изъять из обращения которые было нереально. По этой причине командование ВСЮР приняло решение об обмене совзнаков на банкноты Юга России, но только до 500 рублей на человека. Отношение красных к денежным знакам ВСЮР было противоположным: советская власть не признавала их платёжеспособности и конвертируемости, вследствие чего белогвардейские деньги постепенно теряли свою стоимость. К моменту эвакуации ВСЮР из Новороссийска в Крым они разделили участь эмиссионера, обесценившись окончательно.

## Культура

### Живопись и музыка
Творчество художников Юга России в 1919—1920 годах, как правило, было связано с деятельностью ОСВАГа. В создании пропагандистских плакатов и листовок принимали участие, в том числе, такие художники, как Евгений Лансере и Иван Билибин.
Почти непрерывно в течение двух лет на Юге выступал Александр Вертинский. Он давал концерты в Одессе, Ростове, Екатеринославе, на Кавказе, в Крыму, в Киеве и Харькове. В занятых белыми городах выступала и певица Надежда Плевицкая, которую, по преданию, Николай II называл «курским соловьём». Плевицкая была супругой белого генерала Николая Скоблина и пела, как правило, в тех городах, где находился её муж.
В рядах ВСЮР сражался[уточнить] Лев Книппер, в будущем плодовитый советский композитор, автор знаменитой песни «Полюшко-поле».

### Театр и кино
Несмотря на тяжёлые условия, на территориях, подконтрольных ВСЮР, продолжали функционировать театральные и даже кинематографические учреждения. Так, в Одессе незадолго до своей смерти играла в театре и снималась в кино (фильмы «Азра» и «Цыганка Аза») знаменитая актриса Вера Холодная, а также многие другие актёры русского немого кино.
В спектаклях театров городов Юга России участвовали актёры Юрий Шумский, Всеволод Блюменталь-Тамарин и другие.
Кинематографические произведения, снятые режиссёрами белогвардейского Юга, имели, как правило, пропагандистский характер. Так, широко известен в то время был агитационный фильм «Жизнь — родине, честь — никому», часто рекламируемый в прессе Юга России и впоследствии случайно обнаруженный во Французской синематеке. До 1920 года на Юге России проживали режиссёры Дмитрий Харитонов, Яков Протазанов, Александр Волков и Александр Ханжонков, актёр Иван Мозжухин.

- Театр и кино Юга России. 1919 год
- Фильмы фабрики «Руссофильм» Д. Харитонова, в которых играла Вера Холодная. Юг России, начало 1919
- Журнал «Театр». Юг России, ноябрь 1919. Изображён Александр Вертинский на сцене
- Актриса Вера Холодная
- Фильмы товарищества «Мирограф». Юг России, начало 1919

### Периодика
На Юге России выходили сотни печатных изданий различной политической и художественной направленности: газеты (Южный край, Южная мысль, Новая Россия, Новости Юга, Киевлянин, …), журналы (Донская волна, …), различные информационные листки и бюллетени.
В них печатались известные поэты, прозаики, политические и военные деятели.
Так, Михаил Булгаков в газете «Грозный» (город Грозный) в феврале 1920 года опубликовал программную футуристическую статью о мире после гражданской войны и о месте в нём России — «Грядущие перспективы».

### Агитация
См. также ОСВАГ

- Агитационные плакаты Юга России. 1919 год
- Плакат «Рост Добровольческой армии». Юг России, 1919
- Плакат «Генерал Алексеев». Юг России, 1919
- «Дружно за общее дело». Плакат ОСВАГ. Харьков, вторая половина 1919
- «Слова генерала Деникина» Плакат ОСВАГ. Харьков, вторая половина 1919